# فرانك فايل
فرانك فايل (بالإنجليزية: Frank Vale)‏ هو شخصية أعمال أسترالي، ولد في 26 أكتوبر 1908 في South Gippsland ‏ في أستراليا، وتوفي في 21 مايو 2006 في فيكتوريا في أستراليا.